# 广州地铁15号线
广州地铁15号线是广州地铁的规划中路线之一，屬於城市軌道交通。全线位于广州市南沙区境内，線路呈一個閉合的環形，连接南沙中心城区、龙穴岛北部、万顷沙、横沥以及灵山岛。
15号线属于远期规划线路，具体走向及设站尚未完全明确。

## 线路走向
在最新规划中，15号线从横沥站起沿凤凰大道往北，穿越下横沥水道以及蕉门水道，在蕉门站之后随即向右沿进港大道往东至港前大道路口附近向南，沿港前大道向南行经南沙客运港站至南沙滨海公园后，再度穿越蕉门水道和龙穴岛后到达万顷沙站，最后大致沿与18号线平行的方向回到横沥站。

## 历史

### 规划
广州地铁15号线最早出现在广州市轨道交通2003年初步方案中作为11号线出现，并分为A线及B线。当中A线成环运行，南侧、西侧和北侧大部分路段大致沿如今的环市大道布置，东侧沿港前大道布置，东南侧沿天后路布置，同时在现有金洲站以西位置的车站和南沙客运港站与当时规划的4号线交汇。而B线则在A线位于南沙旧镇附近分支后前往万顷沙、横沥、灵山岛，最终在蕉门站与4号线交汇。
后来在2008年的远期规划方案中，南沙环线编号更名为15号线，同时环线与分支线融合为一条大环线，而原有西南段线位在后来成为现4号线的一部分。同时环线的北段改为沿进港大道布置。而在后来2012年的远期规划方案中，线路由原本在南沙旧镇附近过江前往万顷沙改为在南沙资讯园后过江往龙穴岛北部再过江往万顷沙。而资讯科技园至横沥的部分路段则由南沙区自行规划的NS2线（后成为32号线）取代。
鉴于连接广州市区和万顷沙的18号线在当时已开建，南沙区政府提议先行建设15号线横沥至蕉门一段，以接驳南沙中心区和18号线，研究方案已于2017年11月開始招標。在后来的规划方案中，横沥－蕉门－南沙客运港段作为15号线一期工程与NS2线一同出现。
在最新的规划中，15号线二期的万顷沙－南沙客运港段已被纳入新的15号线一期中；而早前计划与15号线一期一同上报的32号线（NS2线）一期，以及与18号线走向相同的15号线二期横沥－万顷沙段则未被纳入近期规划中。根据广州市交通局于2021年9月底发布的《广州市交通运输“十四五”规划》，15号线一期（横沥－南沙客运港－南沙站（即万顷沙））已被列入广州市“十四五”规划的策划项目。

### 建设
2022年3月26日，15号线万顷沙站以“南沙站综合交通枢纽地铁预留工程”的名义先行开建。

## 车站
目前15号线的设站信息仍未明确。根据广州市和南沙区公布的最新规划，15号线与其它线路换乘的车站或有：
- 蕉门站：换乘4号线和22号线。4號線建設時沒有作出預留，而22号线南延段为远期线路，換乘方式未知。
- 环岛路站：换乘38号线。38号线为远期线路，换乘方式未知。
- 南沙客运港站：换乘4号线、22号线和32号线。4号线建设时已预留换乘条件，15号线车站位于地下二层，预留换乘节点；22號線南延段為遠期線路，未作預留；32号线为远期线路，换乘方式未知。
- 濱海公園站：换乘32号线。32号线为远期线路，换乘方式未知。
- 順安圍站：换乘31号线。31号线为远期线路，换乘方式未知。
- 万顷沙站：换乘18号线和38号线。15号线车站建于18号线车站东北侧并与其平行布置，两线将通过站厅通道换乘；38号线为远期线路，车站拟建于15号线车站北侧，15号线车站将在站厅非付费区预留换乘通道接口[15]。
- 橫瀝站：换乘18号线和32号线。18號線建設時沒有作出預留，而32号线为远期线路，換乘方式未知。
- 灵山站：换乘31号线。31号线为远期线路，换乘方式未知。